# 蔡儁
蔡 儁（さい しゅん、495年 - 536年）は、中国の北魏末から東魏にかけての軍人。字は景彦。本貫は広寧郡石門県。

## 経歴
蔡普の子として生まれた。若いころから高歓と親しく交友した。六鎮の乱が起こると、蔡儁は杜洛周に捕らえられた。ときに高歓もまた杜洛周の軍中にあった。孝昌元年（525年）、高歓が杜洛周を討とうと図ると、蔡儁もその計画に参与した。計画が漏洩すると、葛栄のもとに逃れ、後に葛栄にそむいて爾朱栄に帰順した。武泰元年（528年）、爾朱栄が洛陽に入ると、蔡儁は平遠将軍・帳内別将となった。爾朱栄の下で葛栄を撃破し、諫議大夫に任ぜられた。永安2年（529年）、元顥を討ち、烏洛県男に封ぜられた。普泰元年（531年）、高歓の起兵に従って、都督となった。中興2年（532年）、高歓が鄴を平定し、韓陵で爾朱氏を破るのに、蔡儁はいずれも戦功を挙げた。太昌元年（同年）、孝武帝が即位すると、蔡儁は済州刺史として出向した。胡遷らが兗州で乱を起こすと、蔡儁は斉州刺史の尉景とともにこれを討って平定した。永熙2年（533年）、樊子鵠の下で耿翔を討った。
孝武帝が高歓との間で険悪になると、済州は要地であったので、帝の腹心に守らせたいと考えた。ひそかに御史に詔して蔡儁の罪状をでっちあげさせ、汝陽王元叔昭を蔡儁に代えて済州に置くこととし、蔡儁を行兗州事に転出させようとした。高歓は蔡儁の罪のないことを述べて、復任させるよう上奏した。孝武帝は許さず、賈顕智を済州刺史とし、兵を率いて済州に向かわせた。賈顕智は東郡まで進軍したが、蔡儁が堅く守って備えたので、打撃を受けるのをおそれてそれ以上進もうとしなかった。
東魏の天平年間、蔡儁は都督となり、領軍の婁昭の下で樊子鵠を兗州に攻撃し、また行台の元子思とともに元慶和を討って、これらの乱を平定した。天平2年（535年）、侯淵が乱を起こすと、蔡儁は大都督となり、兵を率いてこれを討ち、侯淵を敗走させた。揚州刺史に転じた。天平3年（536年）秋、揚州で死去した。享年は42。持節・侍中・都督・冀州刺史・尚書令・司空公の位を追贈され、諡を威武といった。

## 伝記資料
- 『北斉書』巻19 列伝第11
- 『北史』巻53 列伝第41